# Эль-Хамидия
Эль-Хамидия (араб. الحميدية‎) — небольшой город на северо-западе Сирии, расположенный на территории мухафазы Тартус. Входит в состав района Тартус. Является центром одноимённой нахии.

## Географическое положение
Город находится в южной части мухафазы, на побережье Средиземного моря, вблизи государственной границы с Ливаном, на высоте 0 метров над уровнем моря.

Эль-Хамидия расположена на расстоянии приблизительно 16 километров к юго-юго-востоку (SSE) от Тартуса, административного центра провинции и на расстоянии 130 километров к северо-северо-западу (NNW) от Дамаска, столицы страны.

## История
Город был основан около 1897 года по приказу османского султана Абдул-Хамида II для представителей грекоязычного мусульманского населения Крита, покинувших остров в ходе Первой греко-турецкой войны.

## Население
По данным официальной переписи 2004 года численность населения города составляла 7404 человека (3701 мужчина и 3703 женщины). Насчитывалось 1382 домохозяйства.

## Транспорт
Ближайший гражданский аэропорт — Международный аэропорт имени Басиля Аль-Асада.